# Voglio sposarle tutte
Voglio sposarle tutte (Spinout) è un film commedia musicale del 1966 diretto da Norman Taurog ed interpretato da Elvis Presley.

## Trama
Mike McCoy è il leader di un gruppo musicale che si diverte anche a partecipare a gare automobilistiche. Corteggiato da ben quattro ragazze contemporaneamente, il bel Mike risolverà la questione non facendo torto a nessuna di loro quattro, facendole sposare con altrettanti altri uomini.

## Colonna sonora
I brani del film: Spinout; Stop Look and Listen; Adam and Evil; All That I Am; Never Say Yes; Am I Ready; Beach Shack; Smorgasbord; I'll Be Back. Vennero tutti pubblicati all'epoca sull'LP Spinout (LPM/LSP 3702) con l'aggiunta di altri tre brani (non dal film): Tomorrow is a Long Time, Down in the Alley e I'll Remember You. Venne anche realizzato un singolo con i brani Spinout / All That I Am (47-8941). Nel 2004 l'album venne ristampato in CD (serie Follow That Dream) con l'aggiunta di 13 versioni alternative.

## Distribuzione
- In Europa il film venne distribuito anche con il titolo California Holiday.

## Curiosità
- Nel 1978 il film è stato inserito nella lista dei 50 peggiori film di sempre nel libro The Fifty Worst Films of All Time.